# Governors Island

Plànol de Governors Island.

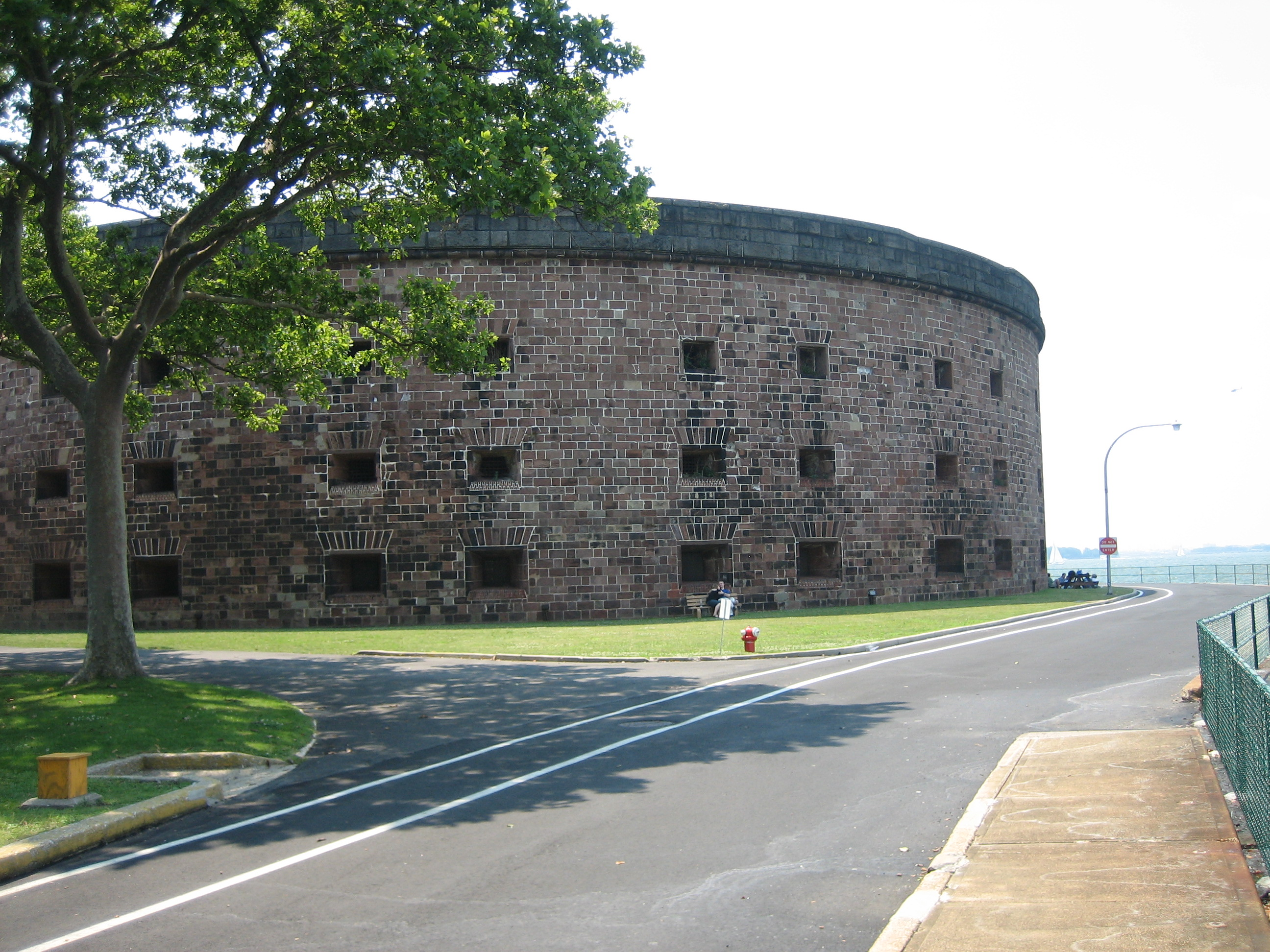
Castle Williams

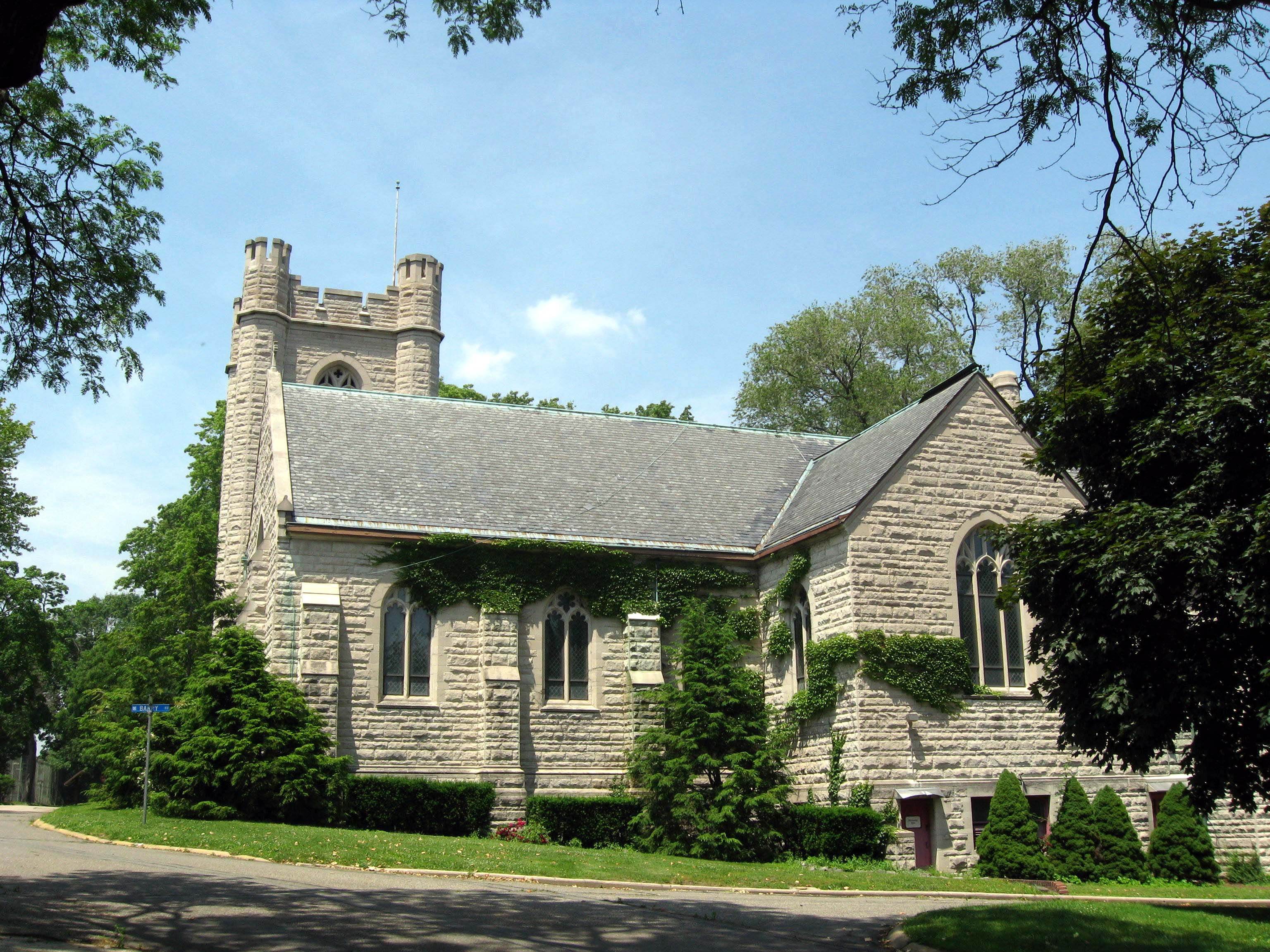
Episcopalian Chapel of St Cornelius.

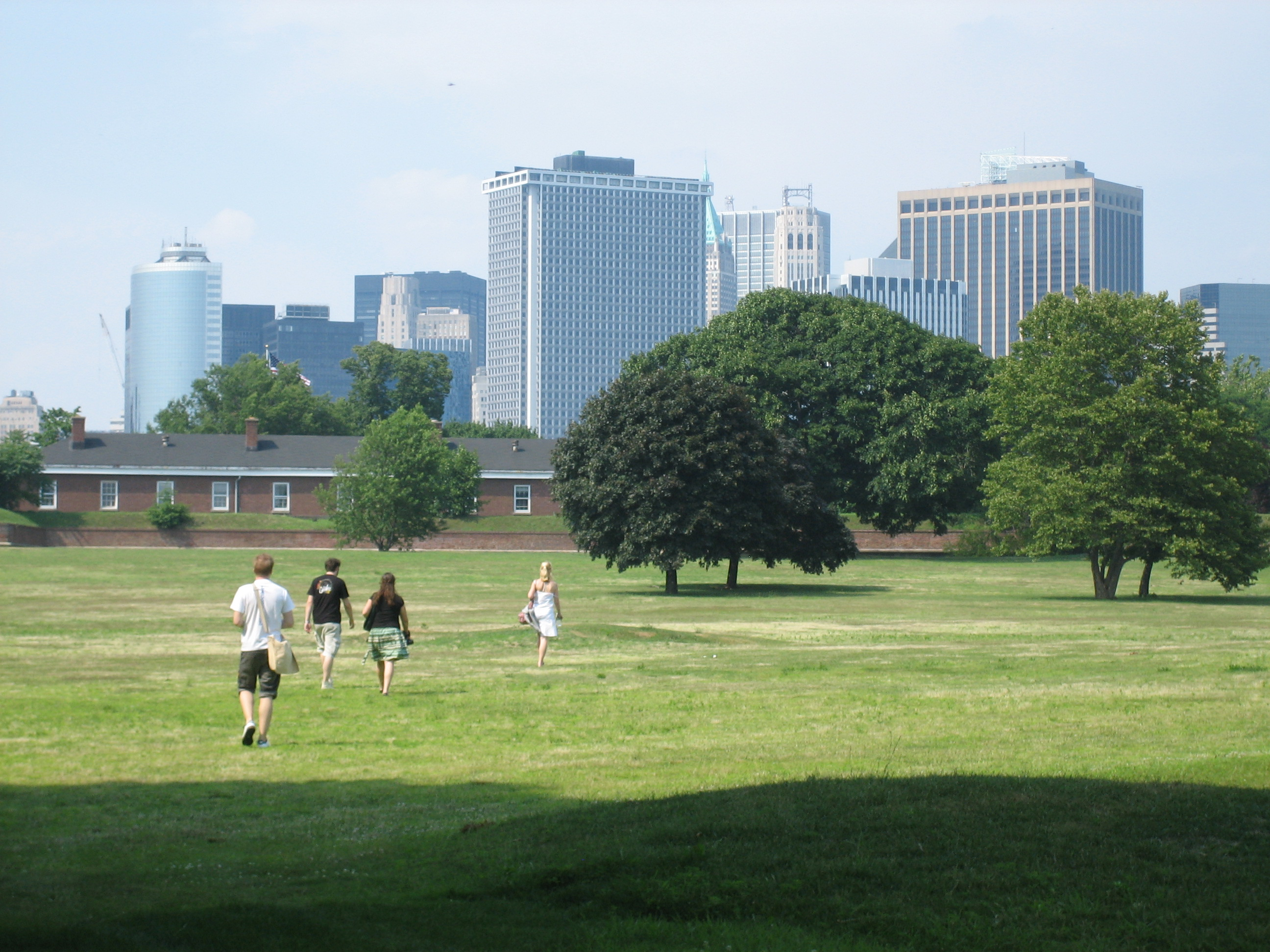
Mirant al nord a través de Fort Jay amb els gratacels de Lower Manhattan al fons.

Governors Island (de l'anglès que significa literalment «illa dels governadors») és una illa de 86 hectàrees, situada a la badia de New York, a aproximadament 1 km al sud de Manhattan. Està separada de Brooklyn pel Buttermilk Channel (El canal del xerigot). De 1776 a 1996, aquest indret va ser una base de l'Exèrcit Americà, i dels  guarda costes. L'origen del seu nom data de 1698, quan New York era una colònia anglesa, l'assemblea colonial havia reservat l'illa a l'ús exclusiu dels governadors de New York.
El 2001, les dues fortificacions històriques i els seus voltants van esdevenir  monument nacional. L'Estat de New York administra l'illa, però una desena d'hectàrees estan sota la jurisdicció del Nacional Park Service. El monument no és obert al públic més que de juny al primer dilluns de setembre (Labor Day). És accessible per transbordador des de la punta sud de Manhattan.

## Història de l'illa
L'illa era utilitzada, per la tribu ameríndia dels lenapes, com a lloc de collita i de pesca. Va ser el primer punt d'instal·lació de la Companyia Holandesa de les Índies Occidentals, abans que aquesta decidís traslladar-se cap a l'illa de Manhattan per establir la Nova Amsterdam, l'illa s'anomenava aleshores Noten Eylant. Alguns anys més tard, va ser recomprada per Wounter Van Twiller, governador dels Nous Països Baixos. Quan els Anglesos es van apoderar de la ciutat, va ser rebatejada New York. El 1776, durant el començament de la Revolució Americana, George Washington va ordenar, just abans de la batalla de Long Island, que es fortifiqués l'illa amb l'ajuda d'obres a terra. L'artilleria situada a l'illa va permetre cobrir la retirada de l'exèrcit americà naixent, salvant així la revolució americana d'una fi prematura. Però New York van continuar sent, fins al final del conflicte, sota el domini de Britànics que en van fer una base per a les seves operacions sobre el continent.
Amb la independència americana el 1783, la ciutat de New York i la nació americana eren incitades a prevenir tota ocupació de la ciutat, així com la utilització per una potència enemiga dels les seves vies fluvials estratègiques. Així, es van construir dues fortificacions els anys que precedien la Guerra de 1812. La primera, el Fort Jay, és un bastió, començat el 1790, construït sobre l'emplaçament de les antigues fortificacions de terra. El segon fort, Castle Williams, és una búnquer rodó acabat el 1811. Els dos forts són entre els més ben conservats del sistema de fortificacions costaneres americà.
Durant la Guerra de Secessió, Castle Williams va servir de presó per a soldats dels Confederats, mentre que Fort Jay va retenir oficials sudistes. Després la guerra, Castle Williams, va servir de presó militar com Fort Leavenworth, o Alcatraz.
El 1878 les instal·lacions militars de l'illa, ara anomenades col·lectivament Fort Colombus, van esdevenir un centre administratiu important de l'exèrcit. L'illa va jugar un gran paper en els llegendaris vols dels germans Wright el 1909. El 1939, la caserna del primer exèrcit es va instal·lar a l'illa. El 1966, un cop el primer exèrcit va marxar, s'hi van instal·lar els guardacostes. El tancament de la base el 1998 vas posar fi a dos segles d'ocupació federal de l'illa.
El 1988, les converses entre el president americà Ronald Reagan, el President electe  George Bush i el Primer secretari del PCUS Mikhaïl Gorbatxov van tindre lloc a l'illa.